# 自由連合 (国家間関係)
自由連合（じゆうれんごう）とは、外交や防衛などの権限を他国に委ねた国家間の関係。委ねるとは言え、連合国同士は対等な関係であり、帝国主義時代の保護国と宗主国の関係とは異なる。
自由連合という政治的地位は、1960年の植民地独立付与宣言（国連決議1514 (XV) ）付属文書でその意義と形態が明確にされた。

## 概説
国際連合による自由連合承認条件は下記の5つである。
1. この地位は、その地域の住民により、自由に選択されたものでなければならない。
2. 自由連合の条件は、当事国を拘束する書式により、明確にかつ完全なものとして定められていなければならない。
3. 連合した地域は、内政自治の実質的な権限を持たなければならない。
4. 連合の政体を受け入れる国家に委託された権限（通常は外交、防衛権）は、連合国の内政に干渉する実質的な自由裁量を含むものであってはならない。
5. 次の内容を含む自由連合協定の終了手続が定められていなければならない。
  - 連合を受け入れる国の政府と連合国の双方に取って容易に実施できる終了手続であること。
  - 連合国人民の、継続した自治権の表明と見なし得る終了手続であること。

## 自由連合を結んでいる国々
アメリカ合衆国 -  パラオ・ マーシャル諸島・ ミクロネシア連邦
それぞれアメリカと自由連合盟約を締結しており、国防をアメリカ軍が担う他、外交権の一部をアメリカが期限付きで有する。三国は国際連合加盟国であり、ニュージーランドに対するクック諸島やニウエの地位に比べるとより独立した国家とみなされている。ただし、盟約によって軍事・外交権を他国に委ねた状態が独立国と呼べるかは議論がある。
 ニュージーランド -  クック諸島・ ニウエ
ニュージーランドは「自国が今後参加する国際的な合意の効力は、もはやクック諸島・ニウエには及ばない」と1988年に宣言している。クック諸島は1992年、ニウエは1994年に国際連合事務局からそれぞれ「条約を締結する能力が完全にあること」を認められており、クック諸島は32か国とEU、ニウエは12か国（含EU）と外交関係を持つ（2015年5月時点）。だが、国連におけるクック諸島・ニウエの代表権は依然としてニュージーランドが有しており、国際連合加盟国の大多数は両国を国家承認せずに「ニュージーランド領」として扱ったままである（日本はそれぞれ2011年、2015年に承認）。また、クック諸島とニウエの住民はニュージーランドの市民権を持つ（ニュージーランド王国も参照）ため、両国は法学における国家の三要素の一つである「人民」を充たさず、両地域の独立国としての性格は曖昧である。